# Cuyo-Archipel
Der Cuyo-Archipel ist eine Inselgruppe in den Philippinen. Die Gruppe von über 45 Inseln liegt östlich der Insel Palawan in der nördlichen Sulusee. Die Inselgruppe teilt die Sulusee in diesem Seegebiet in die Cuyo East und Cuyo West Passage, beides sind bedeutende Seewege für die Schifffahrt von Südostasien in die Volksrepublik China, nach Taiwan und Japan. Der komplette Archipel gehört zum Verwaltungsregion MIMAROPA. Zur Verwaltung der Inselgruppe wurden drei Stadtgemeinden eingerichtet: Cuyo, Agutaya und Magsaysay, alle der Provinz Palawan zugehörig.
Der Archipel wird unterteilt in die nördliche Quiniluban-Gruppe und die südlich gelegenen Cuyo Islands. Die größte Insel des Archipels ist Cuyo Island, auf ihr liegt die höchste Erhebung der Inselgruppe der Mount Bombon. Er erhebt sich ca. 77 Meter über den Meeresspiegel und ist ein inaktiver Vulkan. Andere bekannte Inseln des Archipels sind Manamoc, Pamalican, Agutaya, Carnasa-, Tinituan-, Halog-, Did-, Taytay und Oco Island.
Der Cuyo-Archipel wurde erst Mitte des 17. Jahrhunderts von den Spaniern kolonisiert, aus dieser Zeit stammt das 1683 fertiggestellte Cuyo Fort. Es diente zur Kontrolle der Handelsrouten und zum Schutz vor den Moropiraten.
In dem Inselarchipel liegen zahlreiche Korallenriffe und Seegraswiesen. Der Pflanzenwuchs besteht aus dichter tropischer Vegetation auf den größeren Inseln. Auf einigen Inseln nisten größere Kolonien der Weißnestsalangane (Aerodramus fuciphagus).
Erreicht werden können die Inseln über die Häfen des nördlichen Palawan und der Westküste von Panay. Der Transport wird über größere einheimische Auslegerboote abgewickelt. Die Überfahrt von Nordpalawan und Panay dauert ca. 12 bis 15 Stunden, je nach Witterung und Ziel.

## Galerie

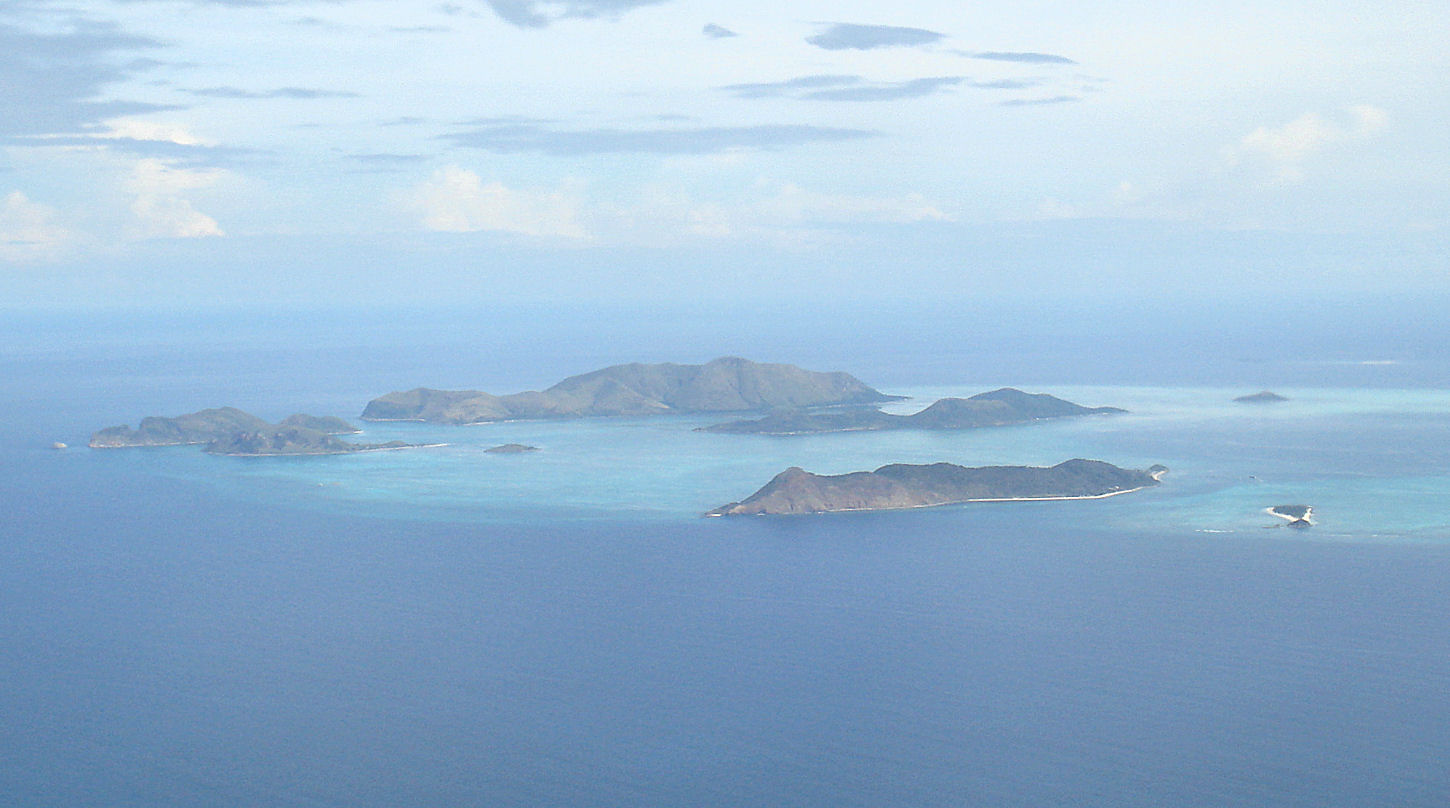
Quiniluban-Gruppe
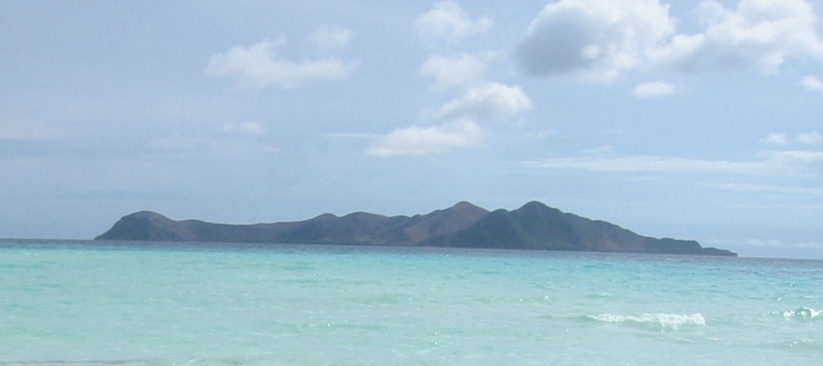
Manamoc Island
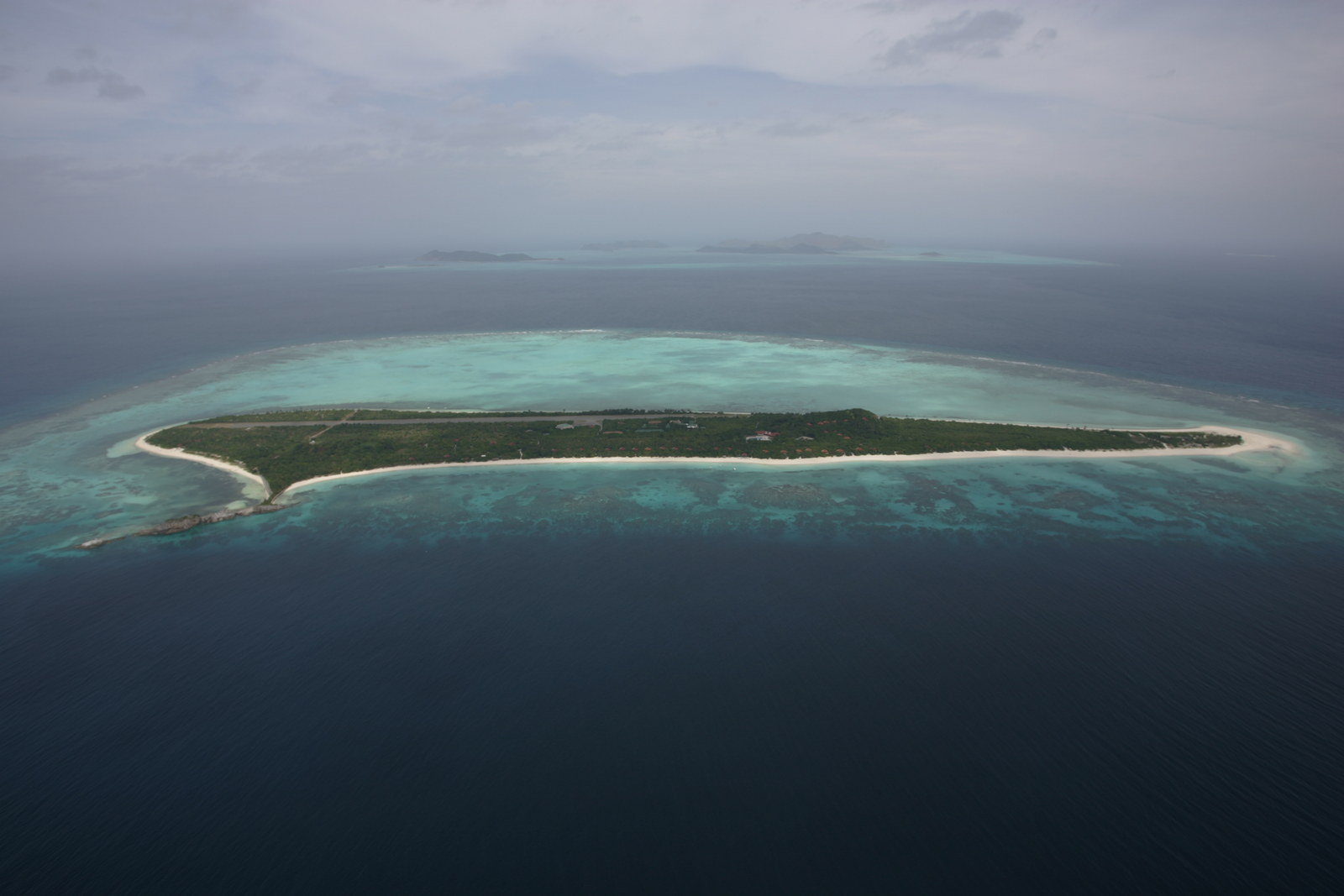
Pamalican island.
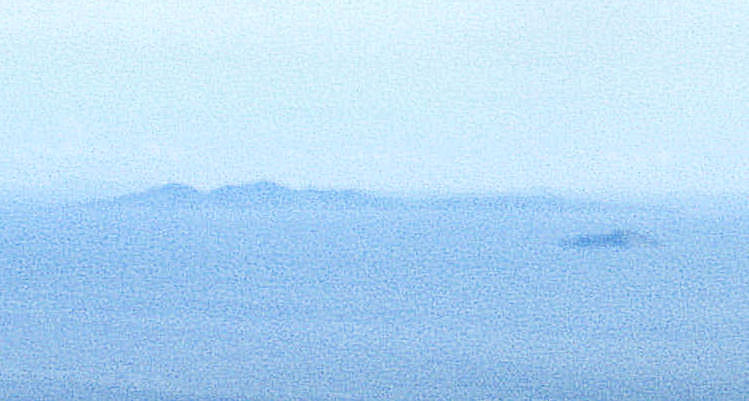
Agutaya Island und das schmale Oco Island im Vordergrund